# جان کوچانوفسکی

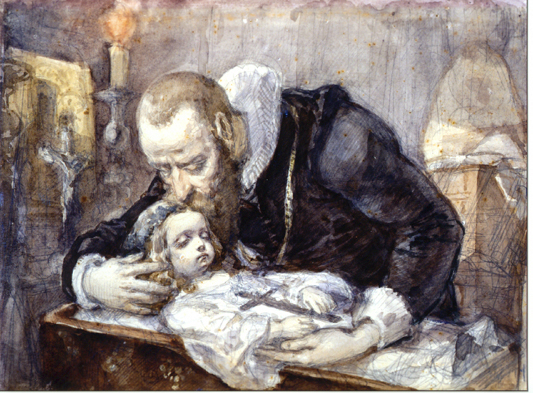
جان کوچانوفسکی با دختر مرده اورزولا، توسط یان ماتیکو

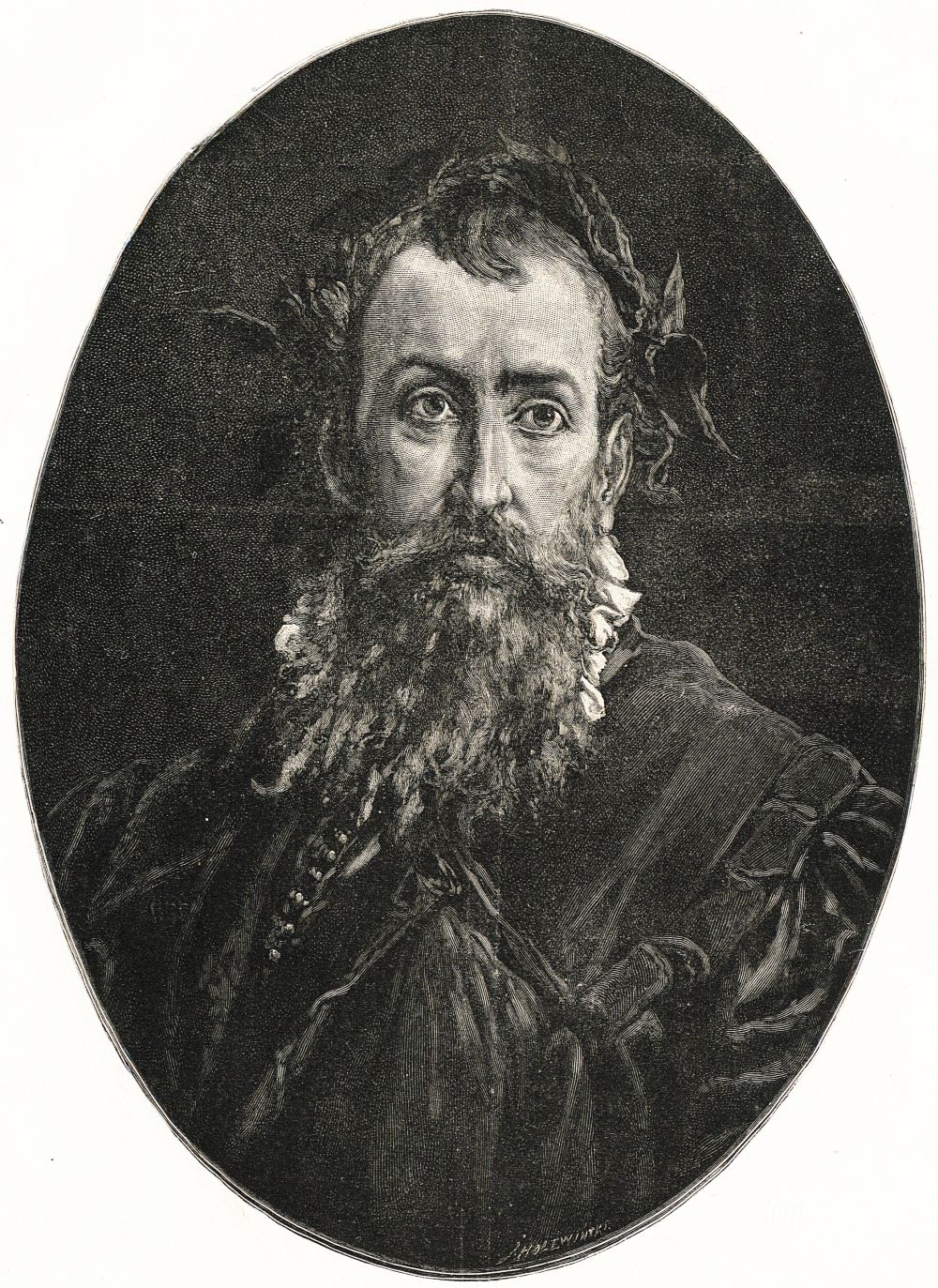
پرتره جان کوچانوفسکی توسط ژوزف هولوویسکی

جان کوچانوفسکی (بهانگلیسی: Jan Kochanowski; Polish: [ˈjan kɔxaˈnɔfskʲi]؛ ۱۵۳۰–۲۲ اوت ۱۵۸۴) یک شاعر دوره رنسانس اهل لهستان بود که الگوهای شاعرانه ای را بنا نهاد که به زبان ادبی لهستان تبدیل شد.
او معمولاً بزرگترین شاعر لهستانی پیش از آدام میکویویچ، و بزرگترین شاعر اسلاویایی پیش از سده نوزدهم شمرده می‌شد.